# عبد الرحيم (مقاطعة فراشبند)
عبد الرحيم (بالإنجليزية: Tolombeh-ye Abdol Rahim Ravan)‏ هي human-geographic territorial entity تقع في فارس في إيران. يقدر عدد سكانها بـ 57 نسمة .